# آندره‌زینو (بازیکن فوتبال، زاده ۱۹۸۵)
آندره لوئیز رودریگز لوپز (به پرتغالی: André Luiz Rodrigues Lopes) هافبک اهل برزیل است که در شهر Campo Grande, Rio de Janeiro و در تاریخ ۱۵ فوریهٔ ۱۹۸۵ به دنیا آمده‌است.آندره لوئیز رودریگز لوپز موفق به زدن ۲۴ گل در طول دوران حرفه‌ای خود شده است.

آندره لوئیز رودریگز لوپز در تیم‌های فوتبال اتلتیکو مینیرو سابقهٔ حضور دارد.